# Val Sabbia

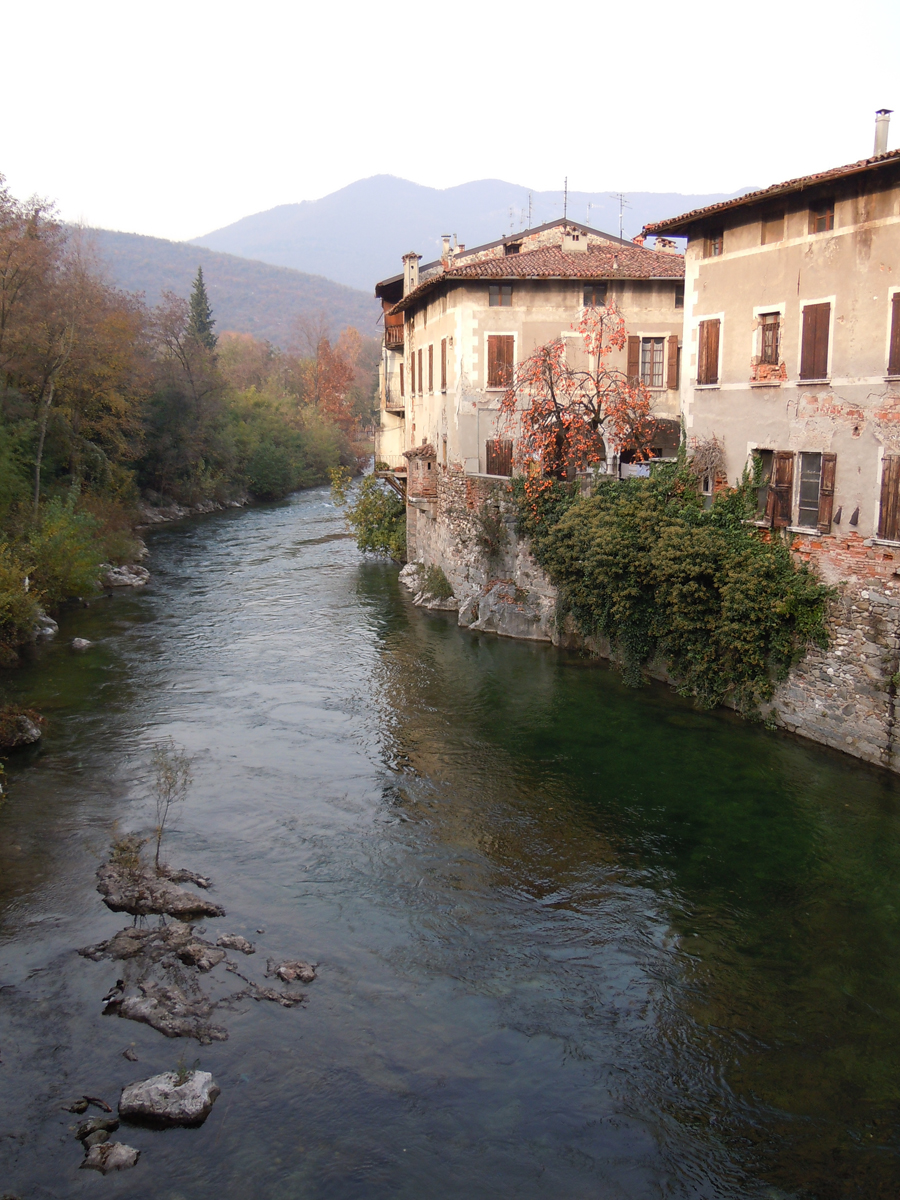
Der Chiese bei Gavardo

Das Val Sabbia ist ein Tal in der Provinz Brescia in Norditalien und verläuft in Nord-Süd-Richtung bis in die Ebene von Brescia. Es ist das zweitlängste Tal der Tre Valli Brescias, die beiden anderen sind das Val Camonica und das Val Trompia.

## Geographie
Begrenzt wird das Val Sabbia im Osten durch den Gardasee, im Westen vom Val Trompia, den Giudicarie im Norden und den Fluss Po im Süden. Durchflossen wird es vom Chiese, der beim Idrosee in das Val Sabbia eintritt. Es bildet geographisch eine Einheit mit dem oberen Tal des Chiese, das zum Trentino (italienisch Provincia Autonoma di Trento) gehört.
Im Jahre 2011 wurde im Tal die damals größte Photovoltaikanlage Europas eröffnet.

## Gemeinden im Val Sabbia
Zusammengeschlossen in der Comunità Montana della Valle Sabbia (dt. Berggemeinschaft Sabbiatal) sind
- Agnosine
- Anfo
- Barghe
- Bione
- Bagolino
- Capovalle
- Casto
- Gavardo
- Idro
- Lavenone
- Mura
- Muscoline
- Odolo
- Paitone
- Pertica Alta
- Pertica Bassa
- Prevalle
- Preseglie
- Provaglio Val Sabbia
- Roè Volciano
- Sabbio Chiese
- Serle
- Treviso Bresciano
- Vallio Terme
- Vestone
- Villanuova sul Clisi
- Vobarno

## Tourismus
Die Gipfel des Valle Sabbia bieten 40 km schneebedeckte Pisten und 9 Skilifte. Hier können verschiedene Wintersportarten ausgeübt werden, neben alpinem Skifahren auch Snowboarden. Zudem eignet sich die Region für Wanderreisen, wie auch Waldspaziergänge, Waldausflüge, Bergpfade etc. Am Idrosee werden Camping-Optionen angeboten, wie Unterkünfte zum Zelten, für Wohnmobile oder auch Glamping.